# Царевич Ія Сергіївна
Ія Сергіївна Царевич (31 жовтня 1928, Ташкент — 20 квітня 2010, Київ) — видатна українська педагогиня, піаністка, музична діячка.

## Біографія
Ія Царевич народилася 31 жовтня 1928 року в місті Ташкент (Узбекистан) в родині письменника Сергія Царевича та журналістки Олени Михайлівни Браганцевої.
На початку музичного становлення серед педагогів Ії Сергіївни були Лія Мусіївна Левінсон (ЦМШ, Москва 1943—1946), професори Я. Д. Фастовський та О. Ейдельман (Київська консерваторія).
Все життя Ії Сергіївни було пов'язано з сім'єю видатного українського композитора, фундатора української композиторської школи Бориса Лятошинського. З п'ятирічного віку вона була свідком творчого життя композитора, а після його смерті була дбайливим хранителем архіву Б. Лятошинського.
За життя Ії Сергіївни світ побачив, мабуть, одну з найвагоміших ілюстрацій життя творчої інтелігенції України — публікацію першого тому листування Бориса Лятошинського з Рейнгольдом Глієром (1914-1956 роки). Ця робота була зроблена у співпраці з професором Національної музичної академії України ім. П. Чайковського Маріанною Копицею. Готувався другий том.
Ія Царевич була видатною піаністкою свого часу і пропагувала не тільки творчість Б. Лятошинського, а й композиторів сучасників і, безумовно, світову класику.
Творча діяльність Ії Сергіївни багатогранна. Вона виступала з численними концертами як солістка-піаністка, а також у складі камерних ансамблів з видатними музикантами — скрипалями Арменом Марджаняном та Олексієм Гороховим, з віолончелістом Вадимом Червовим та іншими. А також разом з квартетами ім. Лисенка та імені Леонтовича.
Вагомим внеском Ії Сергіївни у розбудову мистецького життя України є довготривала викладацька діяльність. Більш ніж півсторіччя Ія Сергіївна присвятила викладанню на кафедрі камерного ансамблю НМАУ ім. Чайковського з моменту її заснування і небезпідставно є її фундатором. Незадовго до смерті, вже тяжко хвора, вона написала ґрунтовну статтю з історії кафедри.
Серед її вихованців багато відомих концертуючих музикантів. Серед яких Вадим Гладков (Іспанія), Тетяна Примак (Ліван), В'ячеслав Бойков (Донецьк), Костянтин Фесенко (Київ), Янжима Морозова (Київ), Наталія Федусів (Київ), Ярослав Менцінський (Німеччина) та багато-багато інших.
Померла Ія Сергіївна після тривалої хвороби 20 квітня 2010 року. Похована у смт Ворзель.
Онук — відомий український журналіст Дмитро Гомон (1979-2018).